# Subhemiteles
Subhemiteles är ett släkte av steklar som beskrevs av Horstmann 1976. Subhemiteles ingår i familjen brokparasitsteklar.
Släktet innehåller bara arten Subhemiteles mixtus.